# Подорож хорошого пса
Подорож хорошого пса (англ. A Dog's Journey) — американський комедійно-драматичний сімейний фільм режисера Гейл Манкузо. Стрічка є продовженням фільму «Життя і мета собаки» 2017 року.

## Сюжет
Пес Бейлі живе спокійним життям поруч з улюбленими людьми. Його головною улюбленицею стала внучка Ітана Сіджей, яка постійно підгодовувала його беконом. Але одного разу Сіджей довелося переїхати в інше місце, а Бейлі був настільки старий, що у нього навіть не вистачило сил погнатися за машиною. Він зрозумів, що його час прийшов. Про це знав і Ітан, який попросив його доглянути за онукою, якщо він знову повернеться в наш світ. Попри короткотривалість собачого життя та переродження у інших тілах, пес робитиме все, аби опікуватися дівчинкою. І ось Бейлі знову став щеням…

## У ролях
| Актор              | Роль                                     |
| ------------------ | ---------------------------------------- |
| Джош Ґад           | Бейлі та його реінкарнації (озвучування) |
| Денніс Квейд       | Ітан Монтгомері                          |
| Марг Гелгенбергер  | Ганна Монтгомері                         |
| Бетті Гілпін       | Глорія                                   |
| Кетрін Прескотт    | Сіджей                                   |
| Ебі Райдер Фортсон | юна Сіджей                               |
| Генрі Лау          | Трент                                    |
| Єн Чен             | юний Трент                               |